# 永慶寺
永慶寺（えいけいじ）は、奈良県大和郡山市永慶寺町にある寺院。黄檗宗寺院で、山号は龍華山。本尊は釈迦三尊。

## 歴史
旧地は山梨県甲府市岩窪町で、甲府盆地の北縁にあたる。付近には武田氏居館跡（甲府市武田）をはじめ、甲府五山の円光院や武田信玄墓所など、甲斐武田氏に関する寺社・史跡が多く分布する。『甲斐国志』に拠れば将軍徳川綱吉の側用人である柳沢吉保が、萬福寺八代住持の悦峯道章（えっぽうどうしょう）を招聘し創建されたという。
柳沢吉保は宝永元年（1704年）12月に甲斐国を与えられ甲府藩主となる。吉保は国元へ下ることはなかったが、甲府城下では柳沢氏の影響による大名文化が栄え、恵林寺（甲州市塩山小屋敷）や一蓮寺（甲府市太田町）、常光寺（韮崎市清哲町青木）など柳沢氏は甲斐源氏・武田氏に関する寺院を中心に諸物の奉納など保護政策を行なっている。
一方で吉保は、江戸期に中国から伝来した黄檗宗を信仰し、永慶寺は黄檗宗による柳沢家の菩提寺として創建された。吉保は甲斐国主となると甲府城の改修や城下の整備を行なっており、永慶寺の創建もこれと並行して行われている。
『龍華山御建立以来諸色書留』、『甲州龍華山御建立次第』、『楽只堂年録』に拠れば、吉保は宝永2年（1705年）7月9日に龍興寺（東京都中野区）住職の雲巌を開山とし臨済宗の菩提寺建立を発願し、同年8月には菩提寺建立を老中に申請し、同年11月には寺社奉行に当てて甲斐山梨郡岩窪村に穏々山霊台寺を建立する。同年11月には岩窪・下積翠寺両村に寺領370石が寄進されている。なお、宝永2年8月には将軍綱吉から菩提寺を古跡に準ずることを承認されている。
黄檗山萬福寺住持の悦峯道章は宝永4年（1707年）8月に江戸で将軍綱吉に拝謁しているが、翌宝永5年（1708年）4月に吉保は悦峯道章を招聘し、霊台寺の寺号・山号が龍華山永慶寺と改められた。翌宝永6年（1709年）3月には伽藍の造営が開始され、同年7月には棟上が行われている。翌宝永7年（1710年）8月10日には開堂の儀式が行われている。なお、永慶寺の造営は柳沢家家老薮田重守らが主導したという。
甲府時代の永慶寺の伽藍配置は南に惣門、中央に仏殿、仏殿北に方丈、仏殿西に禅堂・祠堂、仏殿東に鐘楼・斎堂、惣門奥に天主堂が配置され、萬福寺に類似した配置であることが指摘される（渡辺 1990）。また、仏具や調度は吉保により寄贈され、京都・江戸・甲府の3カ所から調達され本尊の釈迦如来像・両脇持像は京都で制作されたという。
『福寿堂年録』に拠れば、正徳3年（1713年）9月5日には吉保の正室定子が江戸下屋敷において死去し、同年9月21日には永慶寺で葬儀が行われている。また、翌正徳4年11月2日には吉保が死去し、同年11月15日には永慶寺で葬儀が行われている。
吉保は生前に柳沢氏の転封に際しては永慶寺の甲斐存置を望む意思を示しているが、享保9年（1724年）の甲斐一国の幕府直轄領化に伴いに柳沢氏は大和郡山へ転封されると、寺領安堵の朱印状を得られなかった永慶寺は大和郡山に移転された。吉保夫妻の遺骸は恵林寺に改葬された。
永慶寺は黄檗宗の異国情緒あふれる御仏を多く所蔵しているほか、藩祖吉保の肖像や悦峯道章の頂像をはじめ、柳沢文庫と並んで柳沢家に関する資料が多く残されている。

## 文化財
柳沢吉保・同夫人坐像
柳沢吉保と正室曽雌定子の像。木造彩色で玉眼。像高は吉保像が85.0センチメートル、婦人像が80.8センチメートル。甲府八日町居住の仏師・大下浄慶（常慶）とその子息である次郎右衛門・杢右衛門の作。
両像ともに正装姿で、上畳に着座する。永慶寺境内の仏間（香厳殿）に安置される。吉保像は黒袍の束帯姿で、頭には冠、右手に笏を持つ。夫人像は五衣・紅袴姿出、髪型は大垂髪、右手に横扇を携えている。吉保像には太刀が、夫人像には鏡が付属している。浄慶は京都七条大仏師の流れを汲む甲府八日町の仏師で、山梨県甲州市塩山小屋敷の恵林寺に伝来する武田信玄の寿像とされる武田不動尊像を制作した京都七条仏師の子孫とされる。恵林寺には永慶寺の吉保夫妻像とほぼ同一の様式・法量である浄慶制作の柳沢吉保坐像が伝来しており、柳沢氏の大和郡山転封に際して、吉保墓所は恵林寺に改葬されている。吉保は信玄ゆかりの仏師を重んじて、自らの像を造像させたと考えられている。
柳沢吉保像には太刀「太刀 銘山城守国重」が付属する。刀身は鉄製・拵は木製・梨子地・蒔絵。長さ42.5センチメートル・反りは17.5。江戸時代（18世紀）の作。拵えは糸巻太刀拵で、梨子地に蒔絵で柳沢氏の家紋「花菱紋」が施されている。恵林寺の「柳沢吉保坐像」にも同じ銘の太刀が付属しているが、拵が亡失している。